# Jake Weber
Jake Weber (12 de Março de 1963) é um ator britânico.

## Biografia
Weber nasceu em Londres, Inglaterra e estudou em Middlebury em Vermont, aonde se graduou em literatura inglesa e ciências políticas, se formando com ótimas notas. Estudou na Escola Juilliard, aonde se formou em 1991, e também estudou na famosa Faculdade de Artes Teatrais de Moscou. No colégio Middlebury, ele cantou no grupo Dissipated Eight.
A fama de Weber veio nos Estados Unidos em 1993, como um advogado informante no suspense The Pelican Brief com Julia Roberts e Denzel Washington.
Weber apareceu em diversos filmes e fez diversas aparições na televisão em shows como Law & Order: Criminal Intent, NYPD Blue, American Gothic and Law & Order. Mas seu papel como marido compreensivo de Allison DuBois (Patricia Arquette) no programa da NBC, Medium foi o papel que o deixou mais conhecido. Na vida real, Weber e sua namorada, Elizabeth Carey, tem um filho chamado Waylon nascido em 2006.
Durante a infância, Weber estava presente nas sessões de gravação para o álbum dos Rolling Stones "Exile on Main Street" em 1971. Seu pai, Tommy Weber, era um parceiro profissional de Keith Richards.

## Filmografia
- Head Full of Honey (2018) - Dr. Edwards
- The Blacklist (2015) - Gregory Devry
- Elementary (2012) - Geoffrey Silver
- The Haunting of Molly Hartley (2008) - Robert Hartley
- Medium (2005 - 2011) - Joe DuBois
- Haven (2004) - Officer Powell
- Dawn of the Dead (2004) - Michael
- 100 Mile Rule (2002) - Bobby
- The Mind of the Married Man (2001 - 2002) - Jake Berman
- Wendigo (2001) - George
- The Cell (2000) - Agente especial do FBI Gordon Ramsey
- U-571 (2000) - Tenente Hirsch, USNR
- Pushing Tin (1999) - Barry Plotkin
- Meet Joe Black (1998) - Drew
- Dangerous Beauty (1998) - Rei Henri III
- Into My Heart (1998) - Adam
- What the Deaf Man Heard (1997) - Tolliver Tynan
- American Gothic (1995-1996) - Dr. Matt Crower
- The Pelican Brief (1993) - Curtis Morgan (aka Garcia)[1]
- Born on the Fourth of July (1989) - Donna's boyfriend[3]